# Potamomya
Potamomya is een uitgestorven geslacht van mollusken, dat leefde van het Laat-Eoceen tot het Vroeg-Oligoceen.

## Beschrijving
Deze tweekleppige riviergaper had een gladde, ei- tot wigvormige schelp, waarvan het oppervlak plaatselijk onderbroken werd door onregelmatige groeilijnen. Een zich in de rechterklep bevindend centraal driehoekig veldje, dat achterwaarts uitliep in een smalle scheve tand, was bedoeld voor de aanhechting van het resilium (in een groeve op de slotplaat gelegen kussentje van elastisch materiaal dat de kleppen uiteen drukt). De linkerklep bevatte een vergelijkbare tussenruimte. De lengte van de schelp bedroeg ongeveer 1,6 cm.

## Leefwijze
Dit geslacht bewoonde zoete wateren in kleiig zand en modder.